# Бальян, Никогос
Никогос Бальян также Нигогос Бальян (арм. Նիկողոս Բալյան, тур. Nigoğos Balyan; 1826, Стамбул — 1858, Стамбул) — османский архитектор из известной армянской династии архитекторов Бальянов.

## Биография
Родился в 1826 году в Стамбуле. Старший из четырёх сыновей архитектора Карапета Бальяна и его жены Назени Бабаян. Братья Саркис, Акоп и Симон также были архитекторами. Никогос и Саркис вместе обучались в парижском художественном лицее, но из-за болезни Никогоса вынуждены были вернуться в Стамбул. Здесь Никогос занялся собственными проектами, помогал отцу и брату, а также открыл школу архитекторов, в которой обучал техникам западной архитектуры.
Никогос умер в Стамбуле в возрасте 32 лет от брюшного тифа. Сын Никогоса, Левон, продолжил дело отца.

## Важнейшие постройки
- Мечеть Малая Меджидие[тур.] (1843)
- Дворец Ыхламур (1849)
- Мечеть Безмиалем Валиде Султан (совместно с отцом, 1852–1854)
- Вилла Адиле Султан[тур.] (1853)
- Ортакёй (1854)
- Кючюксу (1857)
- Армянская больница